# Pierre Antoine Husson
Pour les articles homonymes, voir Husson.
 Pierre Antoine Husson , né le 21 mai 1769 à Grenoble et mort le 4 mai 1833 à Paris, est un général français de la Révolution et de l’Empire.

## Biographie

### Début de carrière
Il entre en service le 1er juin 1787, comme soldat dans le régiment de Monsieur, et il obtient son congé le 22 mai 1788. Le 6 novembre 1791 il est admis comme sergent dans le 1er bataillon de volontaires de l'Isère, il devient sous-lieutenant à l’armée des Alpes le 20 décembre 1792, et adjudant-major le 22 juillet 1793. Affecté à l’armée d'Italie, il est nommé capitaine le 6 septembre 1795. Embarqué pour la Campagne d'Égypte en 1798, il prend le commandement d’une compagnie de grenadiers le 14 octobre 1800. Le 6 juillet 1801, il est nommé chef de bataillon par le général Menou. De retour en France en septembre 1801 avec le reste du corps expéditionnaire, il est fait chevalier de la Légion d’honneur le 14 juin 1804 au camp de Bruges. 

### Sous l'Empire
Il fait avec le IIIe corps d’armée les campagnes d’Autriche et de Prusse et devient colonel au 111e régiment d’infanterie de ligne le 26 octobre 1806 après la bataille d’Iéna. Affecté au IIe corps d’armée avec son régiment, il commande celui-ci lors des batailles d’Eylau le 8 février 1807, et de Friedland le 14 juin, recevant la décoration d’officier de la Légion d’honneur le 7 juillet 1807. Il est créé baron de l’Empire le 28 janvier 1808. De retour au IIIe corps d’armée, il prend part aux affaires d’Essling les 21 et 22 mai 1809, et de Wagram les 5 et 6 juillet 1809. Il est promu général de brigade le 6 août 1811, il est employé dans la 31e division militaire, puis comme commandant du département de l’Ems-Occidental à Groningue. 
En mai 1812 il prend le commandement de la 1re brigade de la 2e division du 10e corps d’armée à Münster. Il se retrouve bloqué dans la place de Dantzig à la suite de la retraite de la Grande Armée. Il se distingue le 15 janvier 1813 lors d’une sortie faite sur la route de Wotzlaw, où à la tête de sa brigade épuisée et réduite à 200 hommes, il soutient l’assaut de 100 cosaques et 150 fantassins. Il est fait commandeur de la Légion d’honneur le 26 juin 1813. Fait prisonnier de guerre avec toute la garnison le 2 janvier 1814 et conduit en Russie, il rentre en France fin juin de la même année. Il est fait chevalier de Saint-Louis le 29 juillet 1814, et il est mis en non activité le 1er septembre suivant. Le 31 mars 1815, il prend le commandement d’une brigade du 2e corps de l’armée du Nord, avec laquelle il combat à Waterloo le 18 juin 1815. Il quitte l’armée le 5 juillet pour aller faire sa soumission au roi.

### Au service du roi
En 1816, Husson est employé comme inspecteur d’infanterie dans la 10e division militaire, et le 1er décembre 1824 il est admis à la retraite. Il est nommé lieutenant-général honoraire le 1er novembre 1826. Après les événements de 1830, il est désigné par le roi pour faire partie de la commission chargée d’examiner les réclamations des anciens officiers proscrits ou éliminés sous la Restauration. Disponible le 22 mars 1831, il est mis à la retraite le 5 avril 1832. Le général Husson meurt le 4 mai 1833 à Paris.

## Sources
- (en) « Generals Who Served in the French Army during the Period 1789 - 1814: Eberle to Exelmans »
- Thierry Pouliquen, « Les généraux français et étrangers ayant servis [sic] dans la Grande Armée » (consulté le 22 janvier 2014)
- A. Lievyns, Jean-Maurice Verdot et Pierre Bégat, Fastes de la Légion-d'honneur, biographie de tous les décorés accompagnée de l'histoire législative et réglementaire de l'ordre, tome 5, Bureau de l’administration, 1847, 575 p. (lire en ligne), p. 429.
- (pl) « Napoléon.org.pl » [archive du 24 janvier 2016]